# Prowokacja bydgoska

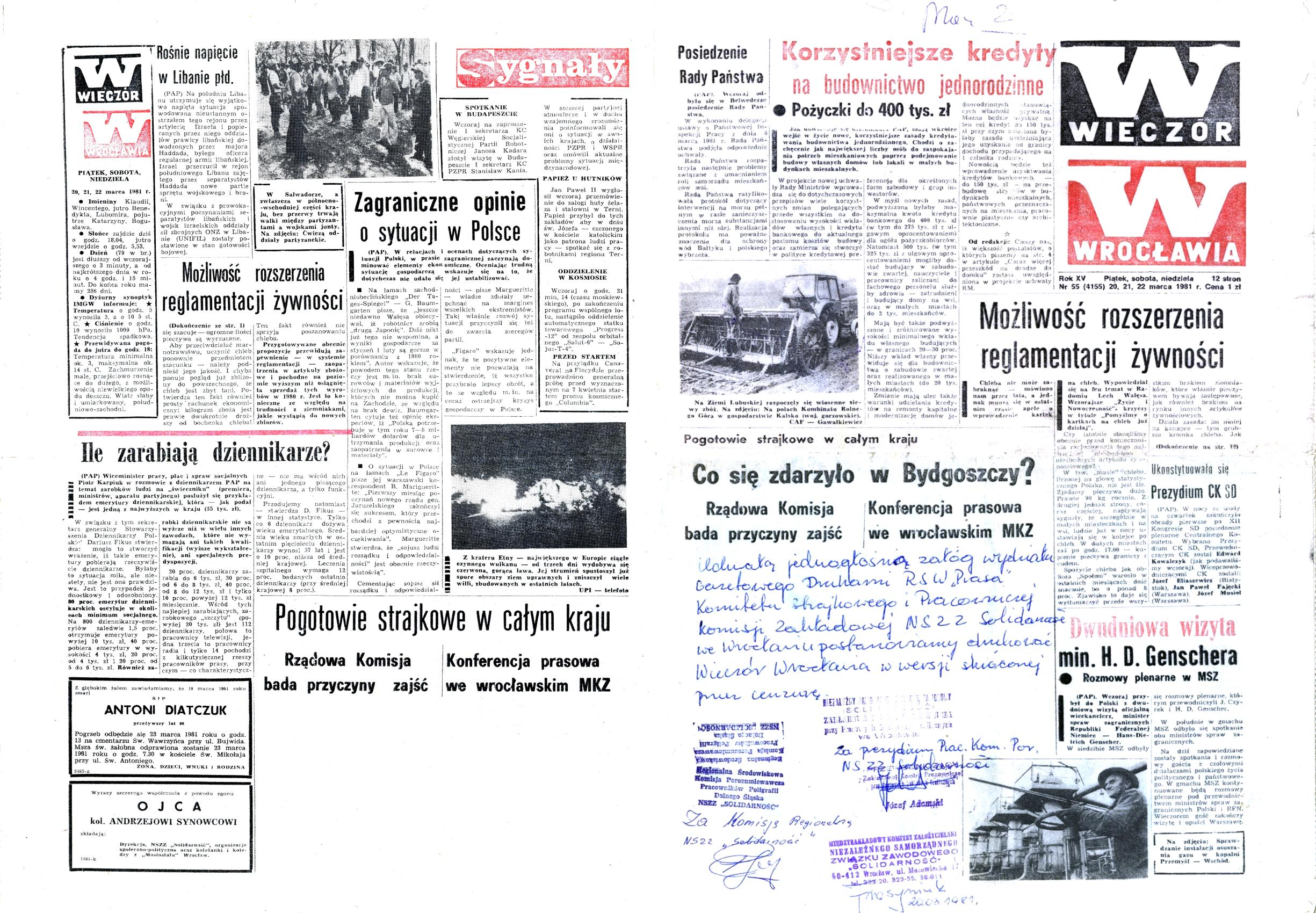
Egzemplarz dziennika „Wieczór Wrocławia” z 20–22 marca 1981 z interwencjami cenzury w tekście komentującym pobicie związkowców w Bydgoszczy 19 marca

Prowokacja bydgoska, wydarzenia bydgoskie – pobicie działaczy NSZZ „Solidarność” podczas sesji Wojewódzkiej Rady Narodowej w dniu 19 marca 1981 w Bydgoszczy.

## Charakterystyka
Do zdarzenia doszło podczas sesji Wojewódzkiej Rady Narodowej w Bydgoszczy, w której brał udział wicepremier Stanisław Mach, a jako zaproszeni goście przybyli przedstawiciele bydgoskiej Solidarności z szefem regionu Janem Rulewskim na czele. Jak jednak doszło do pobicia działaczy Solidarności przez funkcjonariuszy MO na sali obrad bydgoskiej WRN, do dziś właściwie nie wiadomo.
Pod presją związkowców 5 marca 1981 roku prezydium Wojewódzkiej Rady Narodowej zdecydowało, że na najbliższą sesję poświęconą sytuacji rolników indywidualnych zaproszona zostanie delegacja Międzyzakładowej Komisji Założycielskiej NSZZ „Solidarność”. Sesja ta rozpoczęła się 19 marca o godzinie 10. Ze strony „Solidarności” przybyło na nią 35 osób z Janem Rulewskim na czele. Związkowcy żądali zgody na utworzenie wiejskiej „Solidarności”. W czasie posiedzenia rady jej przewodniczący Edward Berger niespodziewanie zamknął sesję. Na wezwanie Rulewskiego do budynku Urzędu Wojewódzkiego przybyły liczne ekipy związkowców z miejscowych zakładów pracy. Lech Wałęsa kilkakrotnie apelował tego dnia do Rulewskiego o opuszczenie budynku.”. O godzinie 19 milicja oświadczyła, że wobec zakłóceń porządku żąda opuszczenia budynku, a gdy to nie nastąpiło, ruszyła z pałkami na działaczy „Solidarności”. Pobitych Jana Rulewskiego, Michała Bartoszcze i Mariusza Łabentowicza przewieziono do szpitala.
W związku narastały radykalne nastroje, od Lecha Wałęsy żądano proklamowania strajku generalnego. Wałęsa na posiedzeniu Krajowej Komisji Porozumiewawczej „Solidarności” przeciwstawił się dominującej w związku tendencji do konfrontacji z władzą i z naruszeniem statutu związku, samodzielnie, zadecydował o jedynie ostrzegawczym charakterze strajku.”. Takie stanowisko wywołało konflikt w łonie kierownictwa „Solidarności”, m.in. z funkcji rzecznika prasowego związku zrezygnował Karol Modzelewski.
26 marca 1981 roku gen. Wojciech Jaruzelski w rozmowie z prymasem Stefanem Wyszyńskim, naruszając pełnomocnictwa Biura Politycznego KC PZPR, wyraził zgodę na powstanie wiejskiej „Solidarności”.
Gdy delegacja „Solidarności” przybyła do prymasa na kilka dni przed proklamowaniem strajku, prymas wygłosił wystąpienie mitygujące radykałów. Mówił: „(...) najpilniejsza sprawa jest ta, abyście panowie, chcąc wiele, nie stracili tego, co macie dziś. (...) To nie jest oczywiście największa cnota: męstwo. Największą cnotą jest miłość, a także roztropność i rozwaga. (...) Wstrzymujemy się od środków tak kosztownych, jakim może być strajk generalny, który tak łatwo jest zacząć, ale skończyć bardzo trudno. 
Władze Kościoła Katolickiego w Polsce zajęły w trakcie kryzysu pozycję pośrednika w celu zażegnania konfliktu, albowiem traktowały w tym czasie interwencję radziecką w Polsce jako wysoce prawdopodobną. Zakończenie kryzysu bydgoskiego przy udziale kościoła w sposób ugodowy spowodowało, że „Solidarność” straciła polityczną inicjatywę w kraju.  Część przywódców "Solidarności" wyrażała pretensje w stosunku do kościoła katolickiego i zarzucała mu przeprowadzenie wyrachowanej gry dla wzmocnienia swojej pozycji. 
27 marca został przeprowadzony przez Solidarność ogólnopolski strajk ostrzegawczy, planowany na 31 marca 1981 strajk generalny został odwołany Był to największy strajk w historii Polski.
Dla upamiętnienia tych wydarzeń przed bydgoskim Urzędem Wojewódzkim ustawiono obelisk – podłużny kamień na postumencie. Bydgoszczanie tę konstrukcję ochrzcili „zębem Rulewskiego”.